# Enzo Moavero Milanesi
Enzo Moavero Milanesi (ur. 17 sierpnia 1954 w Rzymie) – włoski prawnik, wykładowca akademicki, urzędnik europejski, od 2011 do 2014 minister ds. europejskich w rządach Mario Montiego i Enrica Letty, w latach 2018–2019 minister spraw zagranicznych w gabinecie Giuseppe Contego.

## Życiorys
Z wykształcenia prawnik. W 1977 ukończył studia na Uniwersytecie Rzymskim – La Sapienza, trzy lata później zdał państwowy egzamin prawniczy, uzyskując uprawnienia zawodowe. W 1982 został absolwentem Kolegium Europejskiego w Brugii. Pracę zawodową zaczynał w 1978 jako urzędnik w państwowym urzędzie kontroli finansowej. Od 1979 do 1983 praktykował w Rzymie w firmie prawniczej. W 1983 został urzędnikiem w Komisji Europejskiej. Był m.in. wiceszefem i szefem gabinetu komisarza Filippa Pandolfiego. W 1993 podjął pracę w biurze włoskiego premiera, kierując w nim sekretariatem ds. wspólnotowych. Rok później powrócił do Komisji Europejskiej, był szefem gabinetu komisarza Mario Montiego, urzędnikiem w administracji KE i zastępcą jej sekretarza generalnego. Od 2006 orzekał w Sądzie Pierwszej Instancji jako przedstawiciel Włoch. W 1991 zaczął prowadzić jednocześnie działalność dydaktyczną jako wykładowca prawa wspólnotowego na włoskich uniwersytetach. Jest autorem publikacji naukowych z zakresu prawa Unii Europejskiej, m.in. prawa antymonopolowego.
16 listopada 2011 objął stanowisko ministra ds. europejskich w rządzie, na czele którego stanął Mario Monti, zastępując Annę Marię Bernini. W 2013 przyłączył się do Wyboru Obywatelskiego, kandydował bez powodzenia do Senatu. Pozostał na dotychczasowym stanowisku ministerialnym również w zaprzysiężonym 28 kwietnia 2013 gabinecie Enrica Letty. Funkcję ministra pełnił do 22 lutego 2014.
1 czerwca 2018 objął urząd ministra spraw zagranicznych i współpracy międzynarodowej w utworzonym przez Ruch Pięciu Gwiazd i Ligę Północną gabinecie Giuseppe Contego. Zakończył urzędowanie wraz z całym gabinetem we wrześniu 2019. Od 1 czerwca do 31 grudnia 2018 sprawował funkcję przewodniczącego OBWE.

## Odznaczenia
- Krzyż Wielki Orderu Zasługi Republiki Włoskiej (2009)[5]
- Wielki Oficer Orderu Zasługi Republiki Włoskiej (2006)[5]
- Komandor Orderu Zasługi Republiki Włoskiej (2000)[6]
- Komandor Orderu Zasługi (Rumunia, 2007)[7]